# 陳田 (清朝)
陳田（1855年—？），字松珊，貴州省貴陽府貴筑縣（今貴州省貴陽市）人，清朝政治人物、進士出身。

## 生平
光緒十二年，登進士；同年五月，改翰林院庶吉士。光緒十五年四月，散館，授翰林院編修。次年，任國史館協修官、國史館提調。光緒二十五年，任陝西道監察御史。光緒二十七年，任江南道監察御史。后授戶科給事中。

## 著作
工诗，有《滇游》、《泝沅》、《悲歌》、《津门》诸集。《晚晴簃诗汇》收其诗作。